# Флоридский хомячок
Флоридский хомячок (Podomys floridanus) — вид грызунов подсемейства неотомовые хомяки (Neotominae) семейства Cricetidae. Это единственный вид рода Podomys, который в свою очередь является единственным родом млекопитающих, эндемичным для штата Флорида. Флоридский хомячок встречается только на ограниченной территории в центральной части полуострова Флорида и на одном небольшом участке в континентальной части штата Флорида. Хомячок населяет одни из самых жарких и засушливых районов Флориды в сосняках на возвышенностях, на песчаных дюнах, равнинах и в прибрежных зарослях.
Флоридский хомячок всеяден, длина тела этого вида в среднем составляет 195 мм, у него относительно большие уши, окраска верхней части тела варьирует от коричневого до светло-рыжего, а брюшко белое. Хомячок размножается в течение всего года, в одном выводке бывает два или три детёныша. Гнездовые камеры и собственные норы этот вид строит на основе нор черепахи-гофера (Gopherus polyphemus). Жилищная застройка и вследствие этого сокращение популяции черпах-гоферов угрожают будущему этого вида. Он внесён в список МСОП как "находящийся под угрозой исчезновения".

## Описание

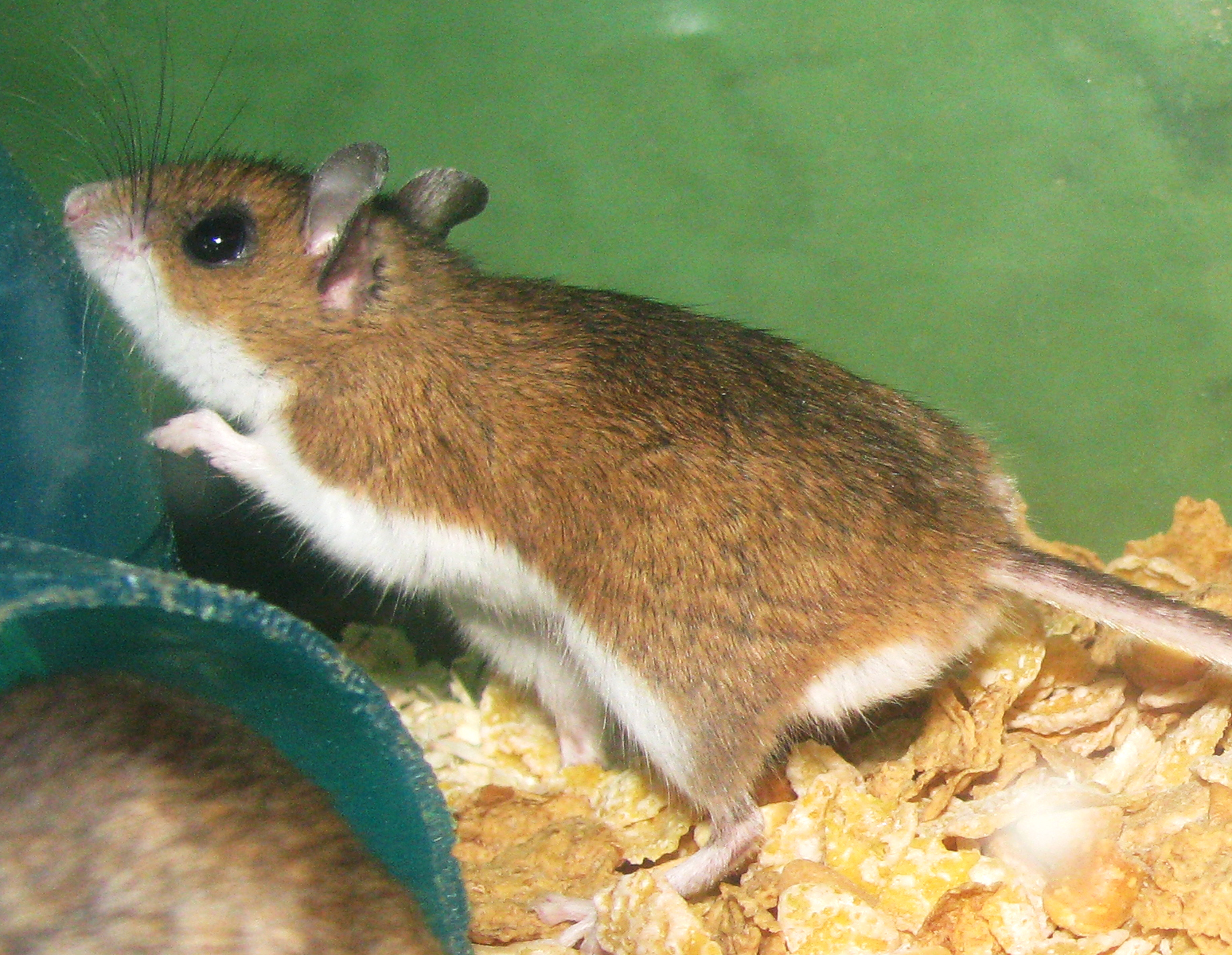
По внешнему облику флоридский хомячок напоминает типичных Peromyscus, на этой иллюстрации показан Peromyscus maniculatus.

Шерсть у флоридского хомячка мягкая и шелковистая, сверху хомячок имеет коричневую окраску, но на щеках, плечах и снизу на боках вдоль брюшка светло-рыжую. Брюшко белое. Молодые особи серые. У этого вида характерный запах, напоминающий запах скунса. У хомячка относительно большие, почти голые уши (длиной 16 мм и более); относительно короткий хвост примерно 80% от общей длины тела; и большие ступни (длиной 24 мм и более) с пятью, а не с шестью, как обычно, подошвенными "мозолями". Половой диморфизм не выражен.
Флоридский хомячок похож на представителей рода Peromyscus и когда-то был помещён в этот род в качестве монотипического подрода Podomys. Больший размер и иная окраска Podomys floridanus отличают его от хлопкового (Peromyscus gossypinus) и берегового хомячков (Peromyscus polionotus), которые также встречаются во Флориде.
В 1973 году было проведено исследование биохимического полиморфизма на четырёх пробных площадках в разных популяциях данного вида. Электрофоретически диагносцируемая изменчивость была обнаружена в одной или нескольких популяциях в 15 из 39 (38%) исследованных локусов, и было обнаружено два, а иногда и три аллеля на локус. Эти результаты дают представление о размахе генетической изменчивости, которая может быть обнаружена при сравнении разных популяций этого вида. Размах изменчивости оказался сравнимым с полученным по  результатам исследований Peromyscus polionotus, Sigmodon и Dipodomys.
Средние размеры 30 взрослых, зарегистрированные в 1993 году, были следующими: длина туловища 195 мм (178–220 мм); длина хвоста 88 мм (80-101 мм); длина стопы 26 мм (24–28 мм); длина уха 19 мм (16–21,5 мм). Диплоидное число равно 48, а зубной ряд 1/1 0/0 0/0 3/3 всего 16.

## Таксономия
Флоридский хомячок был впервые описан Фрэнком Чепменом в 1889 году в статье в Бюллетене Американского музея естественной истории на основе экземпляра, добытого в Гейнсвилле, Флорида. В 1909 году Уилфред Хадсон Осгуд предложил выделить данный вид в качестве отдельного подрода Podomys внутри рода Peromyscus, однако в 1980-е годы существование этого подрода оспаривалось. Майкл Карлтон и Гай Массер повысили таксономический статус Podomys до уровня отдельного рода. Podomys floridanus — монотипический вид, подвиды его не описаны.

## Распространение и места обитания

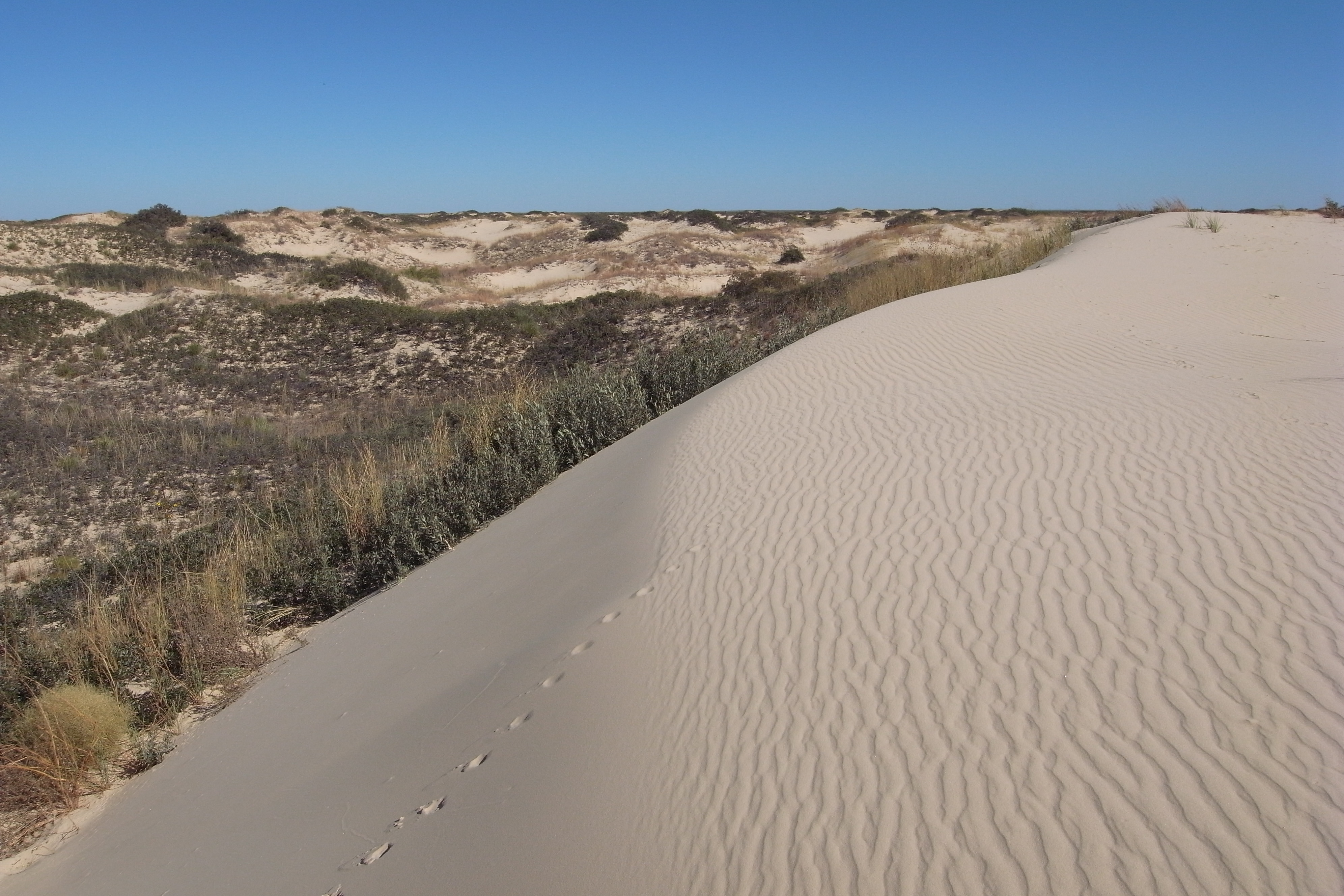
Сухие места, такие как песчаные холмы, являются обычным местом обитания Podomys.

Podomys — единственный род млекопитающих, эндемичный  для штата Флорида. Флоридский хомячок обитает от побережья до побережья в центральной части полуострова Флорида. Изолированная популяция обитает в округе Франклин  в континентальной части штата Флорида. Этот вид встречается от северо-центральной Флориды на юг до округов Хайлендс и Сарасота. Он обитает вдоль атлантического побережья от округа Сент-Джонс на юг до округа Майами-Дейд.
Флоридский хомячок населяет некоторые из наиболее засушливых мест Флориды. Он достаточно обычен в зарослях песчаной сосны (Pinus clausa) и в сосново-дубовых лесах на возвышенностях, состоящих из голого дуба (Quercus laevis) и длиннохвойной сосны (Pinus palustris), а также в лесах из сосны Эллиота (Pinus elliottii) и голого дуба (Quercus laevis) на южном хребте, песчаные холмы, кустарниковые равнины и прибрежные сообщества кустарников. Индивидуальные участки в среднем составляют примерно 0,40 га, а на равнинах они меньше. Численность этого хомячка больше в кустарниковых зарослях и на равнинах, чем на возвышенностях. Его самые плотные популяции были обнаружены в Национальном лесу Окала и кустарниковых зарослях вдоль хребта Лейк-Уэльс
.

## Поведение
Флоридский хомячок ведёт ночной образ жизни и активен в течение всего года, за исключением особенно холодных ночей.  Этот хомячок может лазать, но, в основном, ведёт наземный образ жизни. По наблюдениям в лаборатории P. floridanus пользуется передними лапами и для  копания, и для отбрасывания субстрата назад, в то время как другие виды для отбрасывания грунта, в основном, используют задние лапы.

### Убежища

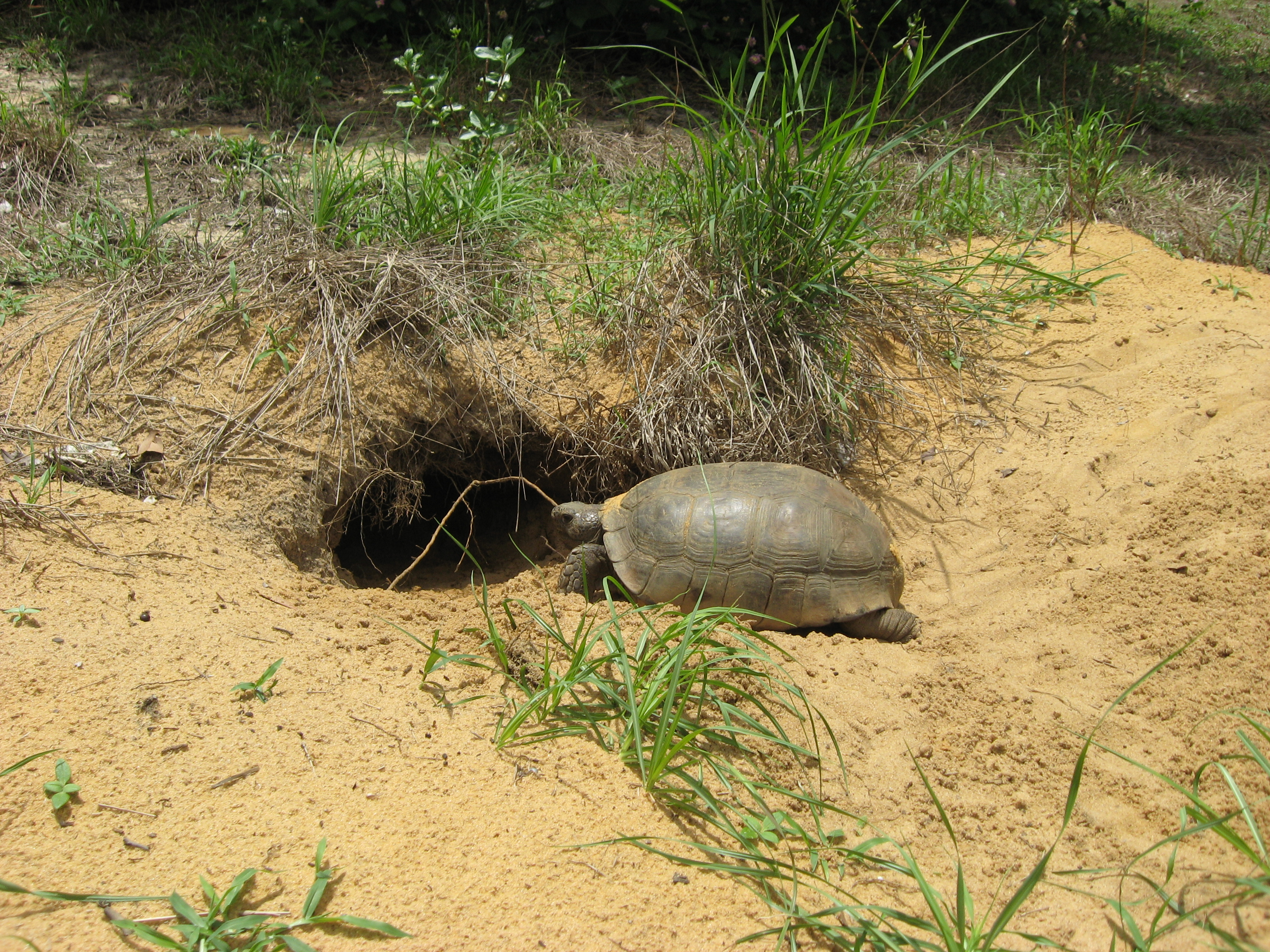
Вход в нору черепахи-гофера

Флоридского хомячка иногда зовут "гоферовой мышь" (gopher mouse), потому что он использует длинные и глубокие норы черепах-гоферов (Gopherus polyphemus). Флоридский хомячок строит гнездовые камеры и небольшие боковые проходы, иногда приносит подстилку из дубовых листьев и злаков Aristida stricta, выстилая ими днища камер, они также проделывают небольшие отдушины в сводах нор. Зверьки используют эти отверстия, главный вход и боковые проходы для входа и выхода из норы. При отсутствии нор черепахи-гофера  хомячок начинает использовать норы береговых хомячков (Peromyscus polionotus) или копает свои собственные.

### Питание
Флоридский хомячок всеяден, и его рацион состоит из желудей, если они есть, насекомых, семян, орехов, грибов и других растительных объектов и позвоночных. В статье 1987 года издания указано, что хомячки могут поедать насосавшихся клещей (Ornithodorus turicata americanus), которые паразитируют на гоферовых лягушках (Lithobates areolatus) и черепахах-гоферах.

### Размножение
Флоридские хомячки размножаются в течение всего года с пиком, приходящимся с июля по декабрь,  с меньшей частотой размножения в январе и феврале и затишьем или прекращением размножения в апреле и мае. В отличие от большинства представителей Muroidea, в копулятивном поведении отсутствуют интравагинальные толчки, а эякуляция происходит при каждом толчке.
Беременность длится около 23 или 24 дней. Хомячки выкапывают боковые норы от основной норы черепахи-гофера, выстилают их измельчённым растительным материалом и используют как выводковое гнездо. В восьми выводках, зачатых в дикой природе, но рождённых в лаборатории, число детёнышей варьировало от двух до четырёх, в среднем 3,1 на помёт. Самка приносит потомство  в гнёздах в норах. Новорождённый весит 1,9–2,9 г и имеет общую длину 44 мм; длина хвоста 12 мм (0,47 дюйма); и длина стопы 8 мм (0,31 дюйма). Зубы начинают прорезаться на четвёртый день, молодые активны и подвижны примерно на 10-й день, а глаза открываются примерно на 16-й день. Кормление практически непрерывно в течение первых двух недель жизни. Прекращение молочного кормления происходит через три-четыре недели, и в это время детёныши уже проявляют вполне взрослое поведение.

### Паразиты и смертность
Эктопаразиты — семь видов гамазовых клещей, пять — иксодовых клещей, пять — блох, вошь и личинка подкожного овода Cuterebra. Известными эндопаразитами являются три вида простейших, обнаруженные в мазках фекалий, одна трематода, четыре цестоды, семь нематод и нимфальные пентастомиды, обнаруженные в различных внутренних органах.
В 2010 году точная общая численность популяции была неизвестна, но, по оценкам, она составляла несколько тысяч особей и продолжала сокращаться. Предполагаемыми хищниками являются змеи, хищные птицы, рыси, еноты и лисы. Среди хомячков обнаружена значительная доля особей с купированными, укороченными хвостами. Модифицированный кожный покров хвоста способствует легко отрывается, что приводит к отсыханию и последующей потере самого хвоста, вероятно, это является  приспособлением для защиты от хищников.
Лишь немногие живущие в дикой природе особи имеют продолжительность жизни более года, хотя содержащиеся в неволе особи могут жить несколько лет. Один самец в неволе прожил семь лет четыре месяца.

## Отношения с людьми и вопросы охраны
По всей вероятности, этот вид оказывает незначительное влияние или не оказывает никакого прямого влияния на хозяйственную деятельность человека, но развитие сельского хозяйства и жилищной и индустриальной застройки представляет угрозу для очень узкой экологической ниши этого вида. Коллектирование экземпляров этого вид осложнено тем, что  миллионы муравьёв, сразу съедают приманку в ловушке, как только её поставят на землю. Альтернативой является живоотлов, но приманка обычно переваривается к тому времени, когда животное извлекают из ловушки, что затрудняет или делает невозможным, исследование естественного питания.
Еще в 1998 году флоридский хомячок был признан федеральным таксоном-кандидатом C2 и считался находящимся под угрозой исчезновения Комитетом Флориды по редким и исчезающим растениям и животным. Комиссия по охоте и пресноводным рыбам Флориды назвала флоридского хомячка видом, вызывающим особую озабоченность. Флоридский хомячок населяет ограниченную среду обитания только в штате Флорида, и эта среда обитания находится под угрозой не только из-за развития сельского хозяйства и строительства недвижимости, но и из-за уменьшения числа лесных пожаров  во Флориде. Ожидается, что сокращение площади мест обитания продолжится и в будущем. Флоридский хомячок зависит от нор черепахи-гофера, но болезни и деградация биотопов приводят к сокращению численности этого ключевого видах. Завезённые в США красные огненные муравьи (Solenopsis invicta) угрожают популяциям как черепах, так и хомячков. МСОП внёс этот вид в список уязвимых и рекомендует дальнейшее изучение вида, поддержание жизнеспособных популяций черепах-гоферов, а также сохранение и управление пригодными местами обитания для флоридского хомячка. Флоридский хомячок охраняется на нескольких заповедниках в центральной Флориде. Места обитания флоридского хомячка охраняются на биологической станции Арчболд, в Национальном лесу Окала и других местах.